# 圣樊尚-克拉梅尼勒
圣樊尚-克拉梅尼勒（法語：Saint-Vincent-Cramesnil，法語發音：[sɛ̃ vɛ̃sɑ̃ kʁamenil]）是法国滨海塞纳省的一个市镇，属于勒阿弗尔区。该市镇于1823年由原市镇圣樊尚（Saint-Vincent）和克拉梅尼勒（Cramesnil）合并而成。

## 地理
圣樊尚-克拉梅尼勒（49°30'15"N, 0°21'42"E）面积4.77 平方千米，位于法国诺曼底大区滨海塞纳省，该省份为法国北部沿海省份，其西部及北部濒大西洋英吉利海峡，东起顺时针与索姆省、瓦兹省、厄尔省和卡爾瓦多斯省接壤。
与圣樊尚-克拉梅尼勒接壤的市镇（或旧市镇、城区）包括：拉塞尔朗格、圣欧班-鲁托、圣罗曼-德科尔博斯克、圣维戈尔迪蒙维尔、桑杜维尔。
圣樊尚-克拉梅尼勒的时区为UTC+01:00、UTC+02:00（夏令时）。

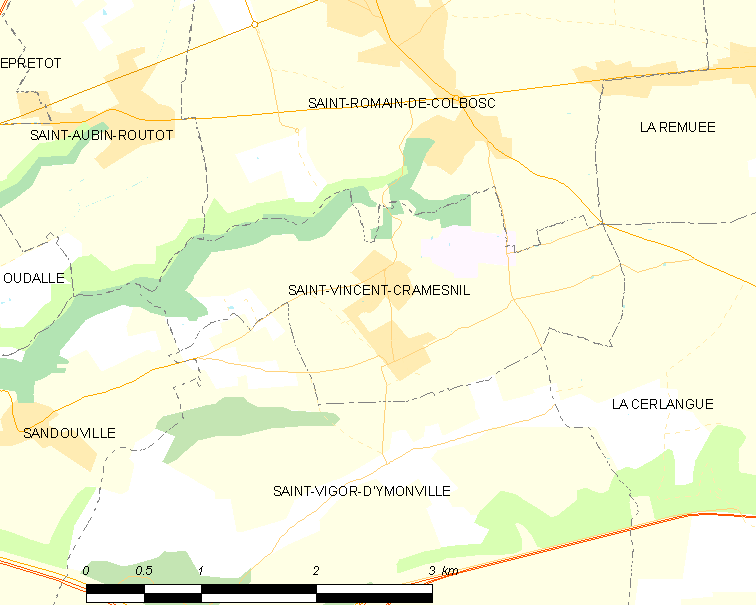
圣樊尚-克拉梅尼勒的OSM定位图

## 行政
圣樊尚-克拉梅尼勒的邮政编码为76430，INSEE市镇编码为76658。

## 政治
圣樊尚-克拉梅尼勒所属的省级选区为圣罗曼-德科尔博斯克县。

## 人口

1962-2008年间圣樊尚-克拉梅尼勒人口变化图示

圣樊尚-克拉梅尼勒于2022年1月1日时的人口数量为695人。